# Droga wojewódzka nr 958
Droga wojewódzka nr 958 (DW958) – droga wojewódzka o długości 50,7 km w południowo-zachodniej części województwa małopolskiego, łącząca Chabówkę z Zakopanem.
Droga ta stanowi alternatywę dla przeciążonej drogi krajowej nr 47, która stanowi część  tzw. zakopianki.

## Historia numeracji
Trasa posiada obecny numer od 1985 roku. Nieznane jest wcześniejsze oznaczenie – na ówczesnych mapach i atlasach drogowych arterię oznaczano jako tzw. drogę drugorzędną lub drogę lokalną, bez podawania jej numeru. W latach 1985 – 1999 była zaliczana do dróg krajowych.

## Miejscowości leżące przy trasie DW958
- Chabówka (DK47)
- Rokiciny Podhalańskie
- Raba Wyżna
- Pieniążkowice
- Czarny Dunajec (DW957)
- Podczerwone
- Koniówka
- Chochołów (DW959)
- Witów
- Kościelisko
- Zakopane (DK47)